# Elisabeta Băbeanu
Elisabeta Băbeanu (n. 10 aprilie 1962) este o canoistă⁠(d) română de sprint⁠(d) care a concurat la începutul anilor 1980. La Jocurile Olimpice de vară din 1980 de la Moscova, ea a terminat pe locul patru în proba de K-2 500 m⁠(d).

## Distincții
- Medalia „Meritul Sportiv” clasa I (15 aprilie 1981) „pentru rezultatele deosebite obținute la Jocurile olimpice de vară de la Moscova — 1980, precum și pentru contribuția adusă la dezvoltarea activității sportive și la creșterea prestigiului sportului românesc pe plan internațional”[2]